# François Mêlier
François Mêlier (né le 14 juillet 1798 à Chasseneuil-sur-Bonnieure en Charente - mort le 16 septembre 1866 à Marseille dans les Bouches-du-Rhône) est un professeur de médecine français, précurseur de santé publique.

## Biographie
Il fait ses études au Lycée impérial de Limoges puis, à l'hôpital Saint-Alexis de Limoges, où il est nommé interne en 1815.
En 1817, il s'inscrit à Paris où il obtient le double titre d'interne et de lauréat des hôpitaux. Il passe sa thèse le 19 juin 1823. En 1827, il ouvre à l'Athénée royal de Paris un cours de médecine politique ou publique, titre sous lequel il réunit l'hygiène publique et la médecine légale,. Il associe les notions de contagion et de contamination ainsi que de prévention à l'isolement et aux règles d’hygiène.
En 1850, il est nommé directeur de la santé pour la circonscription de Marseille, puis en 1854, inspecteur général des services sanitaires.
Il est élu membre de l'Académie de médecine pour la section de pathologie médicale le 2 mai 1843, secrétaire annuel de 1846 à 1848, président pour 1852. Il repose au cimetière du Père Lachaise (Division 19), à Paris.

## Travaux
- Essai sur le diagnostic médical (1823)
- Études sur les subsistances envisagées dans leurs rapports avec les maladies et la mortalité (1842)
- Expériences et observations sur les propriétés toxiques du sulfate de quinine (1843)
- Des affections intermittentes à courte période (1843)
- De la Santé des ouvriers employés dans les manufactures de tabac (1845)
- Ouverture du lazaret de Ratoneau (1850)
- Relation de la fièvre jaune survenue à Saint-Nazaire en 1861, suivie d'une réponse aux discours prononcés dans le cours de la discussion, et de la loi anglaise sur les quarantaines (1863)